# Angelika (keresztnév)
Az Angelika női név az angelicus latin melléknév női alakjából ered, amelynek jelentése: angyali, angyalhoz hasonló.

## Rokon nevek
Angyalka, Angyal, Angella, Angéla, Angelina, Andelina, Andelin

## Gyakorisága
Az újszülötteknek adott nevek körében az 1990-es években igen ritka volt. A 2000-es és a 2010-es években sem szerepelt a 100 leggyakrabban adott női név között.
A teljes népességre vonatkozóan az Angelika sem a 2000-es, sem a 2010-es években nem szerepelt a 100 leggyakrabban viselt női név között.

## Névnapok
január 4., január 27.

## Híres Angelikák
- Anjelica Huston színésznő
- Angelika Kirchschlager(wd) osztrák szoprán énekesnő
- Tóth Angelika színésznő, énekes

### Egyéb Angelikák
- Angelikafű, növény
- Angelica nővér, Giacomo Puccini operája